# CHI Classics Basel
Die Longines CHI Classics Basel sind ein internationales Reitturnier in Basel und als CSI 5*- und CDI-W-Turnier eines der grössten Reitturniere der Schweiz. Es wird jeweils Mitte Januar in der Basler St. Jakobshalle durchgeführt.

## Entwicklung
Nachdem die Veranstalter zunächst regionale Turniere durchführten und in den Jahren 2007 und 2008 die Schweizermeisterschaften im Springreiten durchführten, wurde die Planung eines internationalen Turniers angegangen. Im Jahr 2010 wurde der erste CSI Basel, zunächst als CSI 4*, durchgeführt. Seit dem Folgejahr wird das Turnier als CSI 5* ausgetragen. Hauptsponsor der Veranstaltung war bis 2013 die Schweizer Uhrenfirma H. Moser & Cie. Seit 2014 ist Longines der Titelsponsor der Veranstaltung.
Ab der Aufwertung zum CSI 5*-Turnier konkurrierte das Turnier einige Jahre lang mit dem zeitnah stattfindenden CSI Zürich um den Titel des „höchstdotierten Hallen-Grand-Prix der Welt“ und hatte diesen im Jahr 2012 mit 450.000 CHF Preisgeld deutlich übernommen. Im Jahr 2012 betrug das Gesamtpreisgeld des Turniers 930.000 Schweizer Franken. Fünf Jahre später betrug des Preisgeld des Grossen Preises 330.000 Schweizer Franken.
Nachdem die Organisatoren des CSI Zürich dessen letztmalige Austragung im Jahr 2018 verkündeten, bewarben sich die Veranstalter des CSI Basel um die Durchführung eines Weltcupspringens. Erstmals 2019 wurde in Basel eine Etappe der Westeuropaliga ausgerichtet. Seitdem umfasst das Turnier zwei Hauptprüfungen, den mit 200.000 Franken dotierten Grossen Preis (Grand Prix) und das mit knapp über 200.000 Franken Preisgeld ausgestattete Weltcupspringen. Bei der Austragung 2020 gelang es Steve Guerdat, mit demselben Pferd beide Hauptprüfungen in einem Jahr zu gewinnen.
Der CSI Basel wurde in den Jahren 2021 und 2022 wegen der COVID-19-Pandemie abgesagt. Für das Turnier 2022 waren erstmals Dressurprüfungen vorgesehen, 2023 debütierte Dressurweltcup in Basel. Im Zuge dessen wurde das Turnier vom CSI Basel in CHI Classics Basel umbenannt.

## Programm
Das Turnierprogramm umfasst neben den grossen Springprüfungen des CSI5* auch international ausgeschriebene Amateurspringprüfungen (CSIAm-A und CSIAm-B). Im Rahmenprogramm, das von Donnerstag bis Samstag gezeigt wird, treten verschiedene Musikformationen auf.
Hauptprüfungen sind die von Donnerstag bis Samstag jeweils zum Tagesprogrammabschluss durchgeführten Springprüfungen mit Stechen über maximale Hindernishöhen von 1,50 Meter bis 1,55 Meter. Am Freitagabend treten Reiter und Pferde im Grossen Preis an. Den Turnierabschluss bildet das Weltcupspringen, eine Springprüfungen mit Stechen (bis 2016: Springprüfung mit zwei Umläufen und Stechen, 2017 und 2018: Springprüfung mit zwei Umläufen) über 1,60 Meter.
Insgesamt werden ausser Sonntag jeweils fünf Springprüfungen durchgeführt, dazu zählen zum Beispiel auch das „Grosse Basler Jagdspringen“ (Zeitspringprüfung über 1,45 Meter) und „Helvetia-Equipen-Springen“, eine Mannschaftsspringprüfung für gemischte Teams aus Profi- und Amateurspringreitern. Bis 2013 qualifizierten sich jeweils sechs Reiter beim CSI Basel für das Masters League-Finale.
Jeweils am Ende des Turniers wird der erfolgreichste Reiter des CSI 5*-Turniers ermittelt.

## Medien
Aufgrund der am Turnierwochenende dominierenden Wintersport-Übertragungen im Schweizer Fernsehen entschied sich der Veranstalter zunächst für eine alternative Verbreitungsform: Das Turnier wird seit 2010 vom deutschen IPTV-Sender ClipMyHorse übertragen. Der Grosse Preis wurde erstmals im Jahr 2013 von SRF zwei übertragen.

## Ergebnisse
Sieger Grosser Preis
- 2010:  Cian O’Connor mit Rancorrado
- 2011:  Billy Twomey mit Tinka's Serenade
- 2012:  Roger-Yves Bost mit Myrtille Paulois
- 2013:  Luciana Diniz mit Lennox
- 2014:  Rolf-Göran Bengtsson mit Casall
- 2015:  Luciana Diniz mit Fit For Fun
- 2016:  Christian Ahlmann mit Codex One
- 2017:  Niels Bruynseels mit Gancia de Muze
- 2018:  Martin Fuchs mit Clooney
- 2019:  Niels Bruynseels mit Delux
- 2020:  Steve Guerdat mit Victorio des Frotards
- 2023:  Max Kühner mit Cooley Jump the Q

Sieger Weltcupspringen
- 2019:  Martin Fuchs mit Clooney
- 2020:  Steve Guerdat mit Victorio des Frotards
- 2023:  Henrik von Eckermann mit King Edward

Erfolgreichste Reiter des Turniers – Prix du Vainqueur
- 2010:  Cian O’Connor
- 2011:  Simon Delestre
- 2012:  Patrice Delaveau
- 2013:  Scott Brash
- 2014:  Harrie Smolders
- 2015:  Marlon Módolo Zanotelli
- 2016:  Roger-Yves Bost
- 2017:  John Whitaker
- 2018:  Werner Muff
- 2019:  Bertram Allen[11]
- 2020:  Denis Lynch

Sieger Grand Prix Kür (Weltcupetappe)
- 2023:  Jessica von Bredow-Werndl mit TSF Dalera BB (90,795 %)